# NGC 2149
NGC 2149 is een reflectienevel in het sterrenbeeld Eenhoorn. Het hemelobject werd op 17 januari 1877 ontdekt door de Franse astronoom Édouard Jean-Marie Stephan.

## Synoniemen
- VDB 66